# Joseph James DeAngelo Jr.

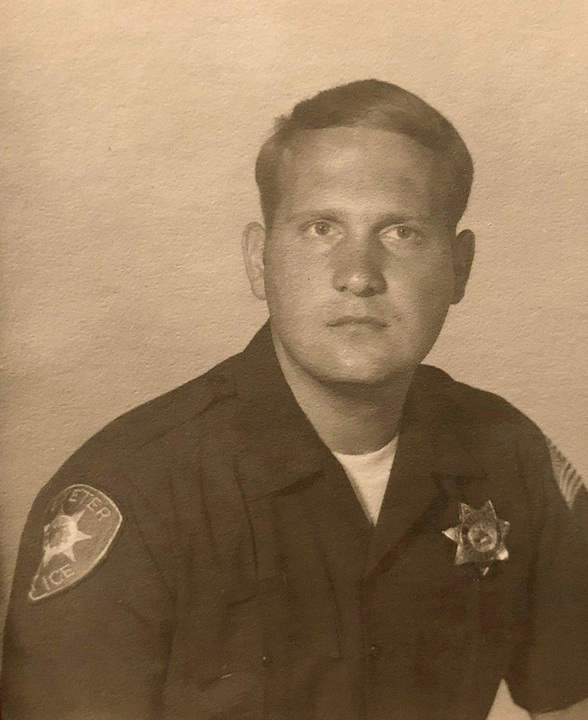
DeAngelo als Polizist, 1973

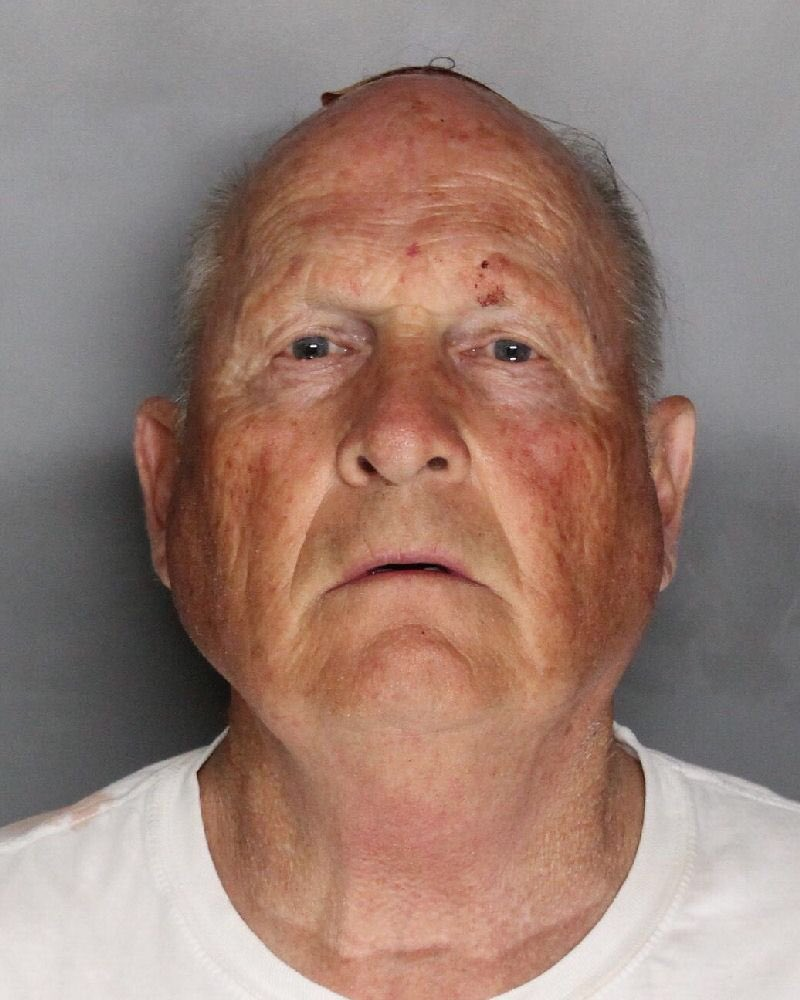
DeAngelo im Jahr 2018

Joseph James DeAngelo Jr. (* 8. November 1945 in Bath, New York) ist ein US-amerikanischer Serienmörder und Ex-Polizist. Er beging zwischen 1973 und 1986 unerkannt mindestens 13 Morde, 45 Vergewaltigungen und mehr als 120 Einbrüche im US-Bundesstaat Kalifornien und wurde dafür unter verschiedenen Namen bekannt. Im Jahr 2020 gestand er die Taten und wurde dafür am 21. August 2020 zu lebenslanger Haft verurteilt.
Die Morde und Vergewaltigungen hielten aufgrund der sadistischen Brutalität und der Kaltblütigkeit, mit der DeAngelo vorging (er bereitete seine Einbrüche häufig minutiös vor und spionierte die Opfer vorher aus), die Öffentlichkeit in Kalifornien in Unruhe. Der Fall gilt als der Kriminalfall Kaliforniens, der die meisten und größten Ressourcen an Ermittlungs- und Polizeiarbeit beansprucht hat. Spätere DNA-Analysen führten zum Ergebnis, dass es sich um ein und denselben Täter handelte, der auch als Visalia Ransacker, East Area Rapist, Original Night Stalker und Diamond Knot Killer in der Aufmerksamkeit der Ermittler gestanden hatte. Die Bezeichnung Golden State Killer, unter der der Täter bis zu seiner Identifizierung bekannt war, geht auf die Autorin Michelle McNamara zurück, welche ihn in ihrem Buch so nannte.

## Verbrechensserie

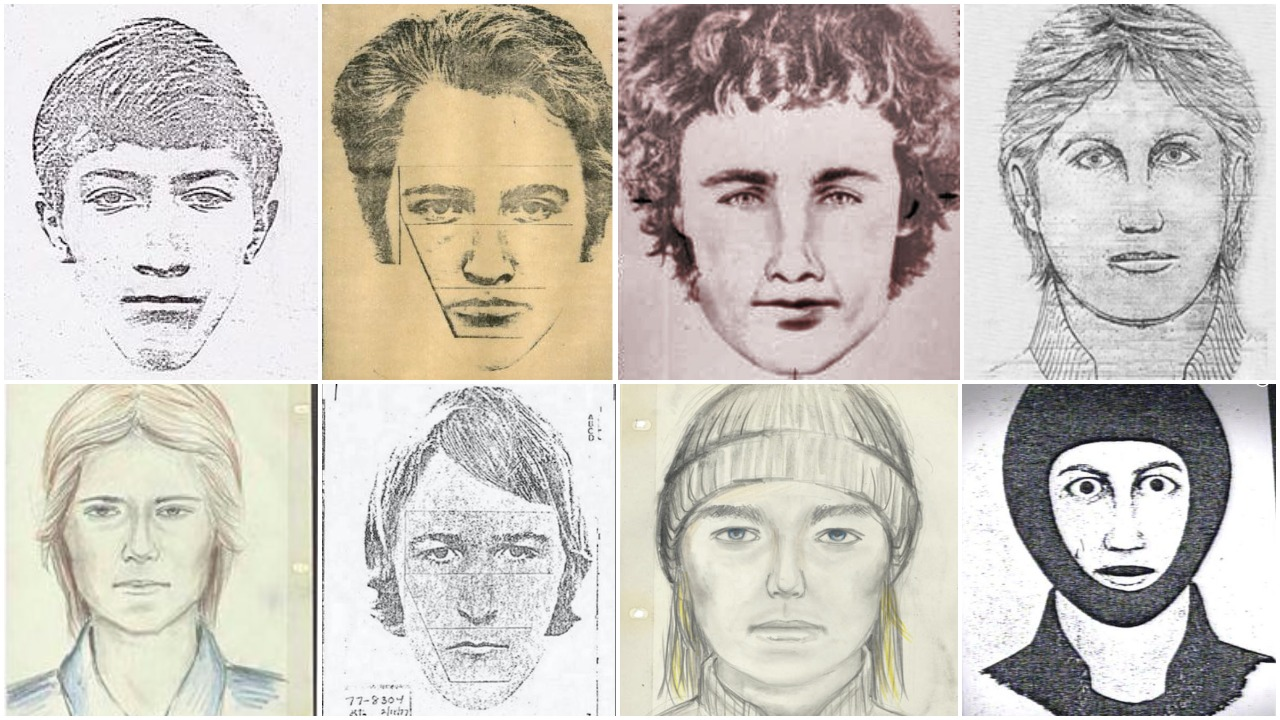
Phantombilder des Tatverdächtigen in den 1970er Jahren

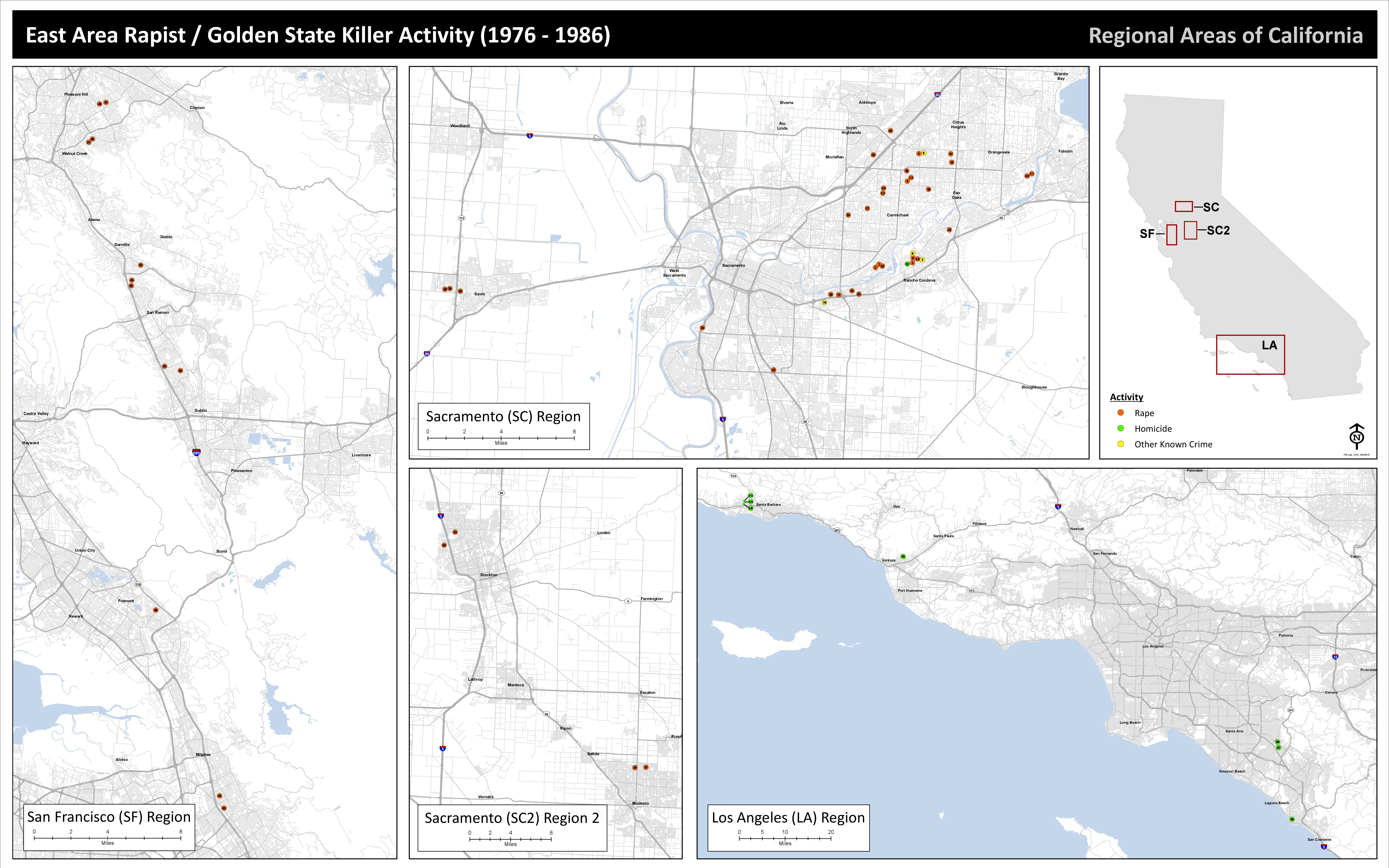
Karte mit Verbrechen, die dem Serientäter zugesprochen wurden (Quelle: FBI)

Die erste dem Golden State Killer zugeordnete Vergewaltigung ereignete sich am 18. Juni 1976. In den folgenden Monaten ereigneten sich etwa zwei Dutzend weitere Vergewaltigungen im Bereich östlich von Sacramento, und der Täter wurde zunächst als East Area Rapist einer breiteren Öffentlichkeit bekannt. Dabei ging er immer nach einem ähnlichen Muster vor. Er suchte sich meist einstöckige Wohnhäuser aus, brach durch Fenster ein, bedrohte seine Opfer und fesselte und knebelte sie.
Die ersten Morde des Täters ereigneten sich am 2. Februar 1978 an der 20-jährigen Katie und dem 21-jährigen Brian Maggiore, die beide von einem maskierten Unbekannten beim Ausführen ihres Hundes angegriffen, verfolgt und erschossen wurden.  Danach folgte eine Serie von 20 Vergewaltigungen im Contra Costa County und schließlich ein weiterer Mord an dem Chirurgen Robert Offerman und dessen Freundin Alexandria Manning.
Danach überlebten die Opfer meist nicht mehr die Vergewaltigungen durch den nun Golden State Killer genannten Mann, der seine Taten in den Countys Santa Barbara, Ventura und Orange verübte. Frauen wurden in Gegenwart ihrer gefesselten Partner vergewaltigt, anschließend wurden beide getötet. Der letzte bekannte Mord des Golden State Killers ereignete sich am 3. Mai 1986. Opfer war die 18-jährige Janelle Cruz, die im Haus ihrer Eltern vergewaltigt und anschließend erschlagen wurde. Zum Teil terrorisierte der Täter seine (potentiellen) Opfer auch mit anonymen Drohanrufen.

## Identifizierung und Anklage eines Tatverdächtigen
In den 1970er und frühen 1980er Jahren war die forensische DNA-Analyse gerade erst in den Anfängen. Es gelang jedoch später, ein DNA-Profil des Täters zu erstellen, und im Jahr 2001 wurde klar, dass es sich bei dem East Area Rapist und dem Original Night Stalker um ein und denselben Mann handelte, auf den Namen des zweiten Pseudonyms gehen rund 40 Vergewaltigungen. Die Ermittler durchsuchten alle verfügbaren Datenbanken von Gefängnisinsassen, Kriminellen oder polizeibekannten Personen, fanden jedoch kein dazu passendes Profil.
Der entscheidende Fortschritt bei den Ermittlungen ereignete sich, als die Ermittler die öffentliche Genealogie-Datenbank GEDmatch durchsuchten. Mit diesen öffentlichen DNA-Datenbanken können Interessierte Informationen zu ihrer Abstammung und ihren verwandtschaftlichen Beziehungen erhalten, indem sie auf GEDmatch Rohdaten der DNA-Analyse speichern. Zu jenem Zeitpunkt verfügte GEDmatch über 900.000 DNA-Profile, und es fanden sich einige, die dem des Täters in einigen Aspekten auffallend ähnelten, damit folglich möglicherweise von Verwandten stammten. Später stellte sich heraus, dass diese Profile von Cousins dritten und vierten Grades des Hauptverdächtigen stammten. Der Hauptverdächtige hatte mit ihnen lediglich gemeinsame Ur-Ur-Ur-Großeltern, die in der ersten Hälfte des 19. Jahrhunderts gelebt hatten. Die mit dem Fall befassten fünf Polizeiermittler mussten über Monate hinweg einen ganzen Familienstammbaum mit Tausenden Verwandten bis in die Gegenwart durchforsten. Die genealogischen Recherchen wurden von Barbara Rae-Venter unterstützt, die zuvor schon bei der Identifizierung von Gewaltopfern mitgewirkt hatte. Die Genealogin blieb zunächst anonym, hat aber im Februar 2024 ein Buch über ihre Arbeit veröffentlicht. 
Die Hypothese wurde weiter verfolgt und führte zum Mordverdächtigen, dem 72-jährigen Joseph James DeAngelo Jr., dessen DNA-Profil mit dem des Täters weitestgehend übereinstimmte. DeAngelo war selbst Polizist gewesen und wegen eines Ladendiebstahls 1979 aus dem Polizeidienst entlassen worden. Er wurde am 24. April 2018 festgenommen, lebte bis dahin nahe Sacramento und war zum Zeitpunkt seiner Verhaftung auf einen Rollstuhl angewiesen.
Bis zum 11. Mai 2018 wurde DeAngelo in allen 12 Mordfällen, die dem Golden State Killer zugeschrieben werden, angeklagt. Am 13. August 2018 wurde er aufgrund von DNA-Spuren wegen eines weiteren Mordes angeklagt, der sich 1975 ereignet hatte. Damals war ein Vater erschossen worden, als er die mutmaßliche Entführung seiner 16-jährigen Tochter durch einen maskierten Unbekannten verhindern wollte. Im Falle einer Verurteilung drohten dem Angeklagten für jeden Mordfall als Maximalstrafe lebenslange Haft oder die Todesstrafe. Die Strafverfolgungsbehörden aus den Countys Contra Costa, Tulare, Santa Barbara, Ventura und Orange einigten sich auf ein gemeinsames Verfahren in Sacramento. Obwohl DeAngelo über ein gewisses Vermögen verfügte (mehrere Autos und eine Wohnung in Citrus Heights), reichte dies nicht, um die Anwaltskosten für das umfangreiche Verfahren zu bestreiten, weswegen ihm ein Pflichtverteidiger zur Seite gestellt wurde. Die Strafverfolger schätzten, dass das Verfahren bis zu zehn Jahre dauern könnte und bis zu 20 Millionen US-Dollar Kosten verursachen würde.

## Geständnis und Verurteilung
Am 29. Juni 2020 gestand DeAngelo die ihm zugeschriebenen Verbrechen, darunter 13 Morde. Das Geständnis erfolgte im Rahmen einer Vereinbarung mit der Staatsanwaltschaft, die im Gegenzug nicht die Todesstrafe beantragte. Am 21. August 2020 wurde DeAngelo zu lebenslanger Haft verurteilt. Das Urteil umfasste 11 aufeinander folgende lebenslängliche Freiheitsstrafen ohne Möglichkeit auf Bewährung wegen der nachgewiesenen Morde sowie 15 weitere lebenslängliche Freiheitsstrafen wegen Vergehen gegen diverse Waffengesetze. Die zuständige Distrikt-Staatsanwältin (District Attorney) erklärte es für möglich, dass es weitere unidentifizierte Verbrechensopfer DeAngelos gäbe und man wohl nie die wirkliche Dimension seiner Taten erfahren werde. Der Verurteilte sei ein „Soziopath in Aktion“ und „eine Person ohne Respekt für die Rechte von Menschen, ohne Respekt vor dem Gesetz, ohne Mitgefühl, ohne Empathie und ohne Reue“.

## Folgen
Der erste mittels der genealogischen DNA-Aufklärung gelöste europäische Kriminalfall war der 2004 begangene Doppelmord von Linköping. Der zur Tatzeit 21-jährige Täter wurde im Juni 2020 gefasst.